# Paolo Truzzu
Paolo Truzzu (Cagliari, 25 de julio de 1972) es un político italiano, miembro del partido Hermanos de Italia. Desde el junio de 2019 es el alcalde de Cagliari (Cerdeña).
Hasta su elección como alcalde fue cosellero regional de Cerdeña.